# New Zealand Open 1989
Die New Zealand Open 1989 (auch New Zealand International 1989) im Badminton fanden in Auckland statt. Die Endspiele fanden am 3. September 1989 statt.

## Sieger und Platzierte
| Disziplin    | Gold                          | Silber                      | Bronze                        |
| ------------ | ----------------------------- | --------------------------- | ----------------------------- |
| Herreneinzel | Kerrin Harrison               | Glenn Stewart               | T. Whittle                    |
| Herreneinzel | Kerrin Harrison               | Glenn Stewart               | Graeme Robson                 |
| Dameneinzel  | Karin Blair                   | Toni Whittaker              | Rhona Robertson               |
| Dameneinzel  | Karin Blair                   | Toni Whittaker              | Julie Still                   |
| Herrendoppel | Kerrin Harrison Glenn Stewart | Stephen Lobb Jacob van Selm | Kevin Ross Ryan Whittle       |
| Herrendoppel | Kerrin Harrison Glenn Stewart | Stephen Lobb Jacob van Selm | Philip Horne Graeme Robson    |
| Damendoppel  | Jane Clarke Toni Whittaker    | Karin Blair Julie Still     | S. Henare Tammy Jenkins       |
| Damendoppel  | Jane Clarke Toni Whittaker    | Karin Blair Julie Still     | Lynne Horne Rhona Robertson   |
| Mixed        | Graeme Robson Toni Whittaker  | Kerrin Harrison Lynne Horne | S. Te Tai Jane Clarke         |
| Mixed        | Graeme Robson Toni Whittaker  | Kerrin Harrison Lynne Horne | Glenn Stewart Rhona Robertson |

## Finalergebnisse
| Disziplin    | Sieger                        | Finalist                    | Ergebnis            |
| ------------ | ----------------------------- | --------------------------- | ------------------- |
| Herreneinzel | Kerrin Harrison               | Glenn Stewart               | 10–15, 15–13, 15–11 |
| Dameneinzel  | Karin Blair                   | Toni Whittaker              | 11–9, 11–1          |
| Herrendoppel | Kerrin Harrison Glenn Stewart | Stephen Lobb Jacob van Selm | 15–5, 15–4          |
| Damendoppel  | Jane Clarke Toni Whittaker    | Karin Blair Julie Still     | 17–14, 15–8         |
| Mixed        | Graeme Robson Toni Whittaker  | Kerrin Harrison Lynne Horne | 15–8, 15–12         |